# 정지우 (1990년)
정지우(한국 한자: 鄭智雨, 영어: Jeong Jiwoo, 1990년 1월 13일 ~ )은 큐브 엔터테인먼트 소속이며 대한민국의 사업가이자 유튜버, 인스타그램 인플루언서, 피팅 모델이다. 방탄소년단 멤버 제이홉의 누나이다.